# یخچال کردوان
یخچال کردوان مربوط به دوره قاجار است و در شهرستان گرمسار، بخش مرکزی، دهستان حومه، ابتدای روستای کردوان واقع شده و این اثر در تاریخ ۲۲ آبان ۱۳۸۶ با شمارهٔ ثبت ۲۰۱۶۶ به‌عنوان یکی از آثار ملی ایران به ثبت رسیده‌است.